# ジョッキーを夢見る子供たち
『ジョッキーを夢見る子供たち』（Lads & Jockeys）は2008年公開のフランスのドキュメンタリー映画である。
子供たちを馬のスペシャリストに育てるためのフランス国立騎手・厩務員養成学校ル・ムーラン・ナ・ヴォンには、未来のスタージョッキーを目指して親元を離れて生活する子供たちがいる。彼らの夢は、世界最高峰のレース、凱旋門賞にでること。馬にとっても子供にとっても、勝つことだけが生き残りの道である残酷な勝負の世界で、ジョッキーになるか、厩務員になるか、それとも別の道を選ぶか。そんな人生の厳しい試練にさらされる思春期の子供たちの姿と、繊細なサラブレッドの躍動感を描く。
ディープインパクトと武豊も出演している。

## ストーリー
朝5時から始まる厩舎での馬の世話。ここでは人間より馬が優先される。肉体労働が終わるとやっと朝靄のなかを乗馬の訓練が始まる。感受性豊かな子供たちは、木の葉一枚にもおびえる繊細な馬と友情を結ばなければならない。しかし、ひとりの生徒は、スピードの上がり過ぎた馬を制御できず、鞍上で泣き出してしまう。自分の夢を疑いはじめる者もいる。そして落ちこぼれだけれど馬が大好きだから必死にしがみついてゆく者。「汚れたジーンズで馬に乗るな」「仲間や厩舎の人間、馬たちを敬え」教官は自分の持つすべてを子供たちに伝えようと厳しく教え込む。教官も、年老いた厩務員も、若かりし頃は騎手を夢見てこの学校に入学した子供たちだったのだ。長かった1年が終ると、優秀者だけが出場できる正式レースが待っていた。選ばれた者も選ばれなかった者も、入学したての頃とは顔付きも変わり、肉体には逞しい筋肉がついている。試練に耐えた子供たちは、現実の世界の入り口に立つ。勝つこととは何か、本当の一等賞とは何か。人生の意味を、彼らは知り始めている。